# Alix de La Roche
 (juin 2025).
Alix de La Roche, morte en 1282, est un dame noble des États latins d'Orient. Elle est la fille de Guy Ier de La Roche, duc d'Athènes, et de son épouse Agnès, probablement une nièce de Guillaume II de Villehardouin, prince d'Achaïe.
Elle épouse vers 1250 Jean d'Ibelin, seigneur de Beyrouth, fils de Balian d'Ibelin et d'Echive de Montbéliard, avec qui elle a deux filles :
- Isabelle d'Ibelin (1252 † 1282), qui devient dame de Beyrouth après ses parents ainsi que reine de Chypre suite à son premier mariage ;
- Echive d'Ibelin (1253 † 1312), qui devient dame de Beyrouth après sa sœur.

En 1264, son époux Jean d'Ibelin décède et elle gouverne la seigneurie de Beyrouth en tant que régente pendant que sa fille aînée Isabelle est à Chypre en tant que reine-consort.
Alix meurt en 1282. En 1308, lorsque son neveu Guy II de La Roche décède, sa fille Echive devient l'héritière du duché d'Athènes qu'elle revendique, mais elle le perd au profit de Gautier V de Brienne, fils de la sœur cadette d'Alix, Isabelle de la Roche.